# Schistostege forsteri
Schistostege forsteri là một loài bướm đêm trong họ Geometridae.